# Laura Osnes
Laura Ann Osnes (nascuda el 19 de novembre de 1985) és una actriu i cantant estatunidenca coneguda pel seu treball als escenaris de Broadway. Ha interpretat papers protagonistes de Grease com Sandy, South Pacific com Nellie Forbush, Anything Goes com Hope Harcourt i Bonnie and Clyde com Bonnie Parker, per la qual va rebre una nominació al premi Tony a la millor actriu protagonista de musical. També va protagonitzar el paper principal de Cinderella de Rodgers & Hammerstein a Broadway, per la qual va rebre un premi Drama Desk i la seva segona nominació al premi Tony a la millor actriu en un musical.

## Biografia
Osnes va néixer a Burnsville, Minnesota, però va créixer a la propera Eagan, un suburbi de Saint Paul,. La seva primera interpretació va ser al segon grau, on va interpretar un munchkin a in The Wizard of Oz. Va assistir a l'escola secundària Eagan i després a la Universitat de Wisconsin – Stevens Point durant un any com a especialista en teatre musical, abans d'abandonar-la per dedicar-se a la seva carrera professional.
El 2005-2006 va tornar a Minneapolis per ser aprenent de representació a la Children's Theatre Company, actuant a in Working, Aladdin Jr., Prom, and Pippi Longstocking. També va interpretar el paper principal de Sandy a Grease al cafè teatre més gran de la nació, els Chanhassen Dinner Theatres, però la seva carrera va quedar interrompuda quan va ser escollida per competir al concurs de talent televisiu de Broadway Grease: You're the One that I Want!.
El nuvi de llarga data Nathan Johnson va proposar matrimoni a Osnes el 23 de desembre del 2006 Es van casar l'11 de maig del 2007. Viuen a Manhattan amb el seu gos, Lyla.
El 2015, Osnes va ser jutge i mentor de la Songbook Academy, un estiu intensiu per a estudiants de secundària operat per la Great American Songbook Foundation i fundat per Michael Feinstein.

### Carrera

#### Grease: You're the One that I Want!
Laura Osnes va ser sobrenomenada "Small Town Sandy" al programa, tot i que Eagan és un gran suburbi de St. Paul, una de les principals ciutats dels EUA. Va ser la favorita per guanyar durant tot el transcurs del programa, sense aparèixer mai a la segona fase de la cançó durant la carrera. Va ser nomenada guanyadora el 25 de març del 2007, la qual cosa significava que interpretaria el personatge principal de Sandy al costat de Max Crumm, el competidor masculí del programa que va guanyar el paper de "Danny".
Osnes i Crumm van fer les seves últimes actuacions com a Sandy i Danny el 20 de juliol de 2008, i els van succeir Ashley Spencer i Derek Keeling, dos dels subcampions de Grease: You're the One that I Want!.

#### Després deGrease
Osnes va protagonitzar al Kennedy Center for the Performing Arts' Broadway: Three Generations, una vetllada en tres actes amb versions condensades de Girl Crazy, Bye Bye Birdie i Side Show. L'espectacle es va presentar al teatre Eisenhower del Kennedy Center del 2 al 5 d'octubre de 2008. Després va interpretar a Elizabeth (Lizzy) Bennet per a la versió de concert del nou musical Pride & Prejudice, dirigit a Broadway, que es va presentar el 21 d'octubre de 2008 al Eastman Theatre de Rochester, Nova York A principis de desembre Osnes va tornar a casa a Minneapolis i va actuar en un certamen local de Nadal. L'11 de gener de 2009 va participar al Rock Tenor Showcase, un aparador d'una nova experiència concertística que combina música clàssica i Broadway amb cançons de rock-n-roll, al Florence Gould Hall de Manhattan, i després va cantar a Cicle de concerts "Bright Lights" de Dreamlight Theatre Company el vespre del 26 de gener titulat A Night with The Ladies.

#### Carrera escènica
El març de 2009, Osnes va assumir el paper de l'Ensign Nellie Forbush al revival de South Pacificdel Lincoln Center Theater de Broadway. Va romandre amb el programa fins al 4 d'octubre de 2009, quan l'estrella original de la producció, Kelli O'Hara, va tornar de la baixa de maternitat. A continuació, va interpretar a Bonnie Parker en l'estrena mundial de Bonnie & Clyde al La Jolla Playhouse del 10 de novembre al 20 de desembre de 2009. Osnes va tornar al paper de Nellie a Pacífic Sud a Broadway el 5 de gener de 2010. Va fer la seva última actuació el 8 d'agost de 2010. Va repetir el paper de Bonnie a Bonnie & Clyde a l' Asolo Repertory Theatre, Sarasota, Florida, al novembre i desembre de 2010.
A continuació, Osnes va interpretar a Hope Harcourt en el revival de Anything Goes, a Broadway, que va començar les prèvies el 10 de març de 2011 i es va estrenar oficialment el 7 d'abril de 2011 amb Sutton Foster i Joel Grey. Per aquest paper, Osnes va rebre nominacions al Premi Outer Critics Circle per a l'actriu de repartiment destacada en un musical, així com al Drama Desk. També va ser nominada al Premi Astaire per l'excel·lència en dansa. Osnes va deixar la producció l'11 de setembre de 2011.
Començant les prèvies el 4 de novembre de 2011, amb la nit inaugural de l'1 de desembre, Osnes va tornar a interpretar a Bonnie, aquesta vegada en l'estrena a Broadway de Bonnie and Clyde al Gerald Schoenfeld Theatre. Se li va unir el seu company de repartiment d'Asolo Rep, Jeremy Jordan, com a Clyde. L'espectacle va rebre crítiques negatives, va tenir poca venda d'entrades i es va tancar el 30 de desembre de 2011. No obstant això, malgrat el malestar de la producció per la producció, Osnes va rebre crítiques molt bones per la seva actuació, així com per la seva primera nominació al Premi Tony com a millor actriu protagonista en un musical.
Osnes va actuar al Kennedy Center Honors del 2011 en homenatge a Barbara Cook al costat de Sutton Foster, Rebecca Luker, Kelli O'Hara, Patti LuPone, Glenn Close i Audra McDonald.
El gener de 2012, va interpretar el personatge principal en la lectura d'una adaptació reelaborada del musical de Rodgers i Hammerstein, Cinderella. Després va encapçalar la producció de concerts escènics Encores! de Pipe Dream també de Rodgers i Hammerstein's, basada en la novel·la de Sweet Thursday de John Steinbeck. Sota la direcció de Marc Bruni, la producció es va estendre del 28 de març a l'1 d'abril de 2012. El 24 d'abril de 2012, Osnes va encapçalar una actuació en concert de The Sound of Music al Carnegie Hall (Nova York) com a Maria. També van aparèixer Tony Goldwyn com a capità von Trapp, Brooke Shields com a Elsa Schraeder i Patrick Page com a Max Detweiler.
Osnes va protagonitzar el paper principal de Cinderella a Broadway, que va començar les seves estrenes al Broadway Theatre el 25 de gener i es va estrenar el 3 de març de 2013. Osnes va rebre crítiques positives, va guanyar un premi Drama Desk 2013 i va ser nominada al premi Tony per la seva interpretació. Va deixar la producció el 26 de gener de 2014 i va ser substituïda per Carly Rae Jepsen.
Osnes va interpretar a Polly Peachum al revival de l'Atlantic Theater Company de l'Off-Broadway de The Threepenny Opera de març a maig de 2014. Per a aquest paper, Osnes rebre la seva segona nominació per al Premi Drama Desk a la Millor Actriu en un Musical. Osnes va actuar com Julie Jordan en la producció de Carousel de la Lyric Opera of Chicago, al costat de Steven Pasquale, a la primavera del 2015. La producció es va tancar el 3 de maig del 2015. La producció va rebre crítiques positives.
Va participar en l'estrena mundial del nou musical original, Bandstand, dirigit i coreografiat per Andy Blankenbuehler, que es va estrenar al Paper Mill Playhouse, Nova Jersey, del 8 d'octubre al 8 de novembre del 2015. El musical té música de Richard Oberacker i llibret i lletres de Robert Taylor i Oberacker. Últimament, Osnes va protagonitzar el musical a Broadway al Jacobs Theatre, amb la seva co-estrella Corey Cott. Es va obrir el 26 d'abril de 2017, amb prèvies a partir del 31 de març. La producció es va tancar a Broadway el 17 de setembre de 2017, després de 24 prèvies i 166 representacions regulars.
Després del tancament de Bandstand,, Osnes ha actuat amb freqüència al Broadway Princess Party show que es va estrenar a Feinstein's / 54 Below, que també acull i va desenvolupar conjuntament amb el director musical Benjamin Rauhala. The Princess Party s'ha convertit en un esdeveniment en directe recurrent en aquell recinte que reuneix actrius escèniques populars i pròximes; en aquestes representacions, cada actriu assumeix la identitat d'una princesa de Disney i interpreta una cançó des de l'escenari o la pantalla en personatges com aquella princesa, amb Osnes típicament com a cineasta. També actua en aquest espectacle a la carretera constantment amb les seves actrius de Broadway Susan Egan (Beauty and the Beast, Hercules) i Courtney Reed (Aladdin).

#### Televisió i cinema
El 2011 Osnes va ser triada per al pilot de The Miraculous Year a l'HBO, protagonitzada per starring Lee Pace, Susan Sarandon, Patti LuPone, Eddie Redmayne i Norbert Leo Butz; però finalment la cadena no va tirar endavant la producció. El 2013, va donar veu a l'espectacle infantil de Nickelodeon Team Umizoomi com "Sunny the Sunshine Fairy." El 2013 va aparèixer en un episodi de la sèrie de televisió Elementary.
El 2015, va ser l'artista convidada del Concert anual del dia dels pioners del Mormon Tabernacle Choir, Music for a Summer Evening, emès a BYUtv. També va actuar amb el Mormon Tabernacle Choir, l'Orquestra a Temple Square i les Campanes a Temple Square per als Concerts de Nadal anuals del Mormon Tabernacle Choir al desembre (2015), emesos a PBS. El 4 de juliol de 2017 va actuar a A Capitol Fourth de la PBS, que es va transmetre en directe des de West Lawn del Capitoli dels Estats Units.
Osnes va protagonitzar la pel·lícula In the Key of Love, de Hallmark Channel, protagonitzada al costat de Scott Michael Foster, com Maggie Case. La pel·lícula es va estrenar a la xarxa l'11 d'agost de 2019, després d'una data de llançament anterior el 29 de juny. A continuació, Osnes serà protagonitzada per Charlotte a A Homecoming for the Holidays, de Hallmark Movies & Mysteries, el 7 de desembre de 2019.

## Filmografia

### Televisió
| Any  | Títol                         | Rol                      | Notes                        |
| ---- | ----------------------------- | ------------------------ | ---------------------------- |
| 2013 | Minute Motivations            |                          | Episodi: "Holiday Special"   |
| 2013 | Team Umizoomi                 | Sunny the Sunshine Fairy |                              |
| 2013 | Elementary                    | Celia Carroll            | Episodi: "We Are Everyone"   |
| 2013 | Six by Sondheim               | Beth                     | Documental de la HBO         |
| 2017 | A Capitol Fourth              | Ella mateixa             | Performer                    |
| 2019 | Fosse/Verdon                  | Shirley MacLaine         | Episodi: "Life Is a Cabaret" |
| 2019 | In the Key of Love            | Maggie Case              | Telefilm de Hallmark Channel |
| 2019 | A Homecoming for the Holidays | Charlotte Quinn          | Telefilm de Hallmark Channel |
| 2020 | One Royal Holiday             | Anna                     | Telefilm de Hallmark Channel |

### Videografia online
| Any  | Títol                | Rol          | Notes                           |
| ---- | -------------------- | ------------ | ------------------------------- |
| 2013 | "The Princess Diary" | Ella mateixa | YouTube Broadway.com video blog |

## Teatre
| Any     | Títol                                | Rol               | Teatre                    | Notes                |
| ------- | ------------------------------------ | ----------------- | ------------------------- | -------------------- |
| 2007-08 | Grease                               | Sandy             | Brooks Atkinson Theatre   | Broadway             |
| 2008    | Pride and Prejudice                  | Elizabeth Bennett | Eastman Theatre           | Rochester Concert    |
| 2008-09 | South Pacific                        | Nellie Forbush    | Vivian Beaumont Theater   | Broadway             |
| 2009    | Bonnie and Clyde                     | Bonnie Parker     | La Jolla Playhouse        | Regional             |
| 2010    | Bonnie and Clyde                     | Bonnie Parker     | Asolo Repertory Theatre   | Regional             |
| 2011    | Anything Goes                        | Hope Harcourt     | Stephen Sondheim Theatre  | Broadway             |
| 2011    | Bonnie and Clyde                     | Bonnie Parker     | Gerald Schoenfeld Theatre | Broadway             |
| 2012    | The Sound of Music                   | Maria Von Trapp   | Carnegie Hall             | New York Concert     |
| 2012    | Pipe Dream                           | Suzy              | Encores!                  | New York Concert     |
| 2013-14 | Rodgers and Hammerstein's Cinderella | Cinderella        | Broadway Theatre          | Broadway             |
| 2014    | Threepenny Opera                     | Polly Peachum     | Atlantic Theater Company  | Off-Broadway         |
| 2014    | The Band Wagon                       | Gabriella         | Encores!                  | New York Concert     |
| 2015    | Carousel                             | Julie Jordan      | Civic Opera House         | Regional             |
| 2015    | The Bandstand                        | Julia Trojan      | Paper Mill Playhouse      | Out-of-town tryout   |
| 2017    | Crazy For You                        | Polly Baker       | David Geffen Hall         | New York Concert     |
| 2017    | Bandstand                            | Julia Trojan      | Bernard B. Jacobs Theatre | Broadway             |
| 2018    | On The Town                          | Claire DeLoone    | Symphony Hall             | Boston Concert       |
| 2018    | Show Boat                            | Magnolia Hawkes   | Bucks County Playhouse    | Philadelphia Concert |
| 2019    | The Scarlet Pimpernel                | Marguerite        | David Geffen Hall         | New York Concert     |

## Premis i nominacions
| Any  | Premi                            | Categoria                                        | Producció                          | Resultat  |
| ---- | -------------------------------- | ------------------------------------------------ | ---------------------------------- | --------- |
| 2003 | Star Tribune Theatre Award       | Actuació jove més destacada de l'any             | The Wizard of Oz                   | Guanyador |
| 2009 | San Diego Theatre Critics Circle | Actuació protagonista a un musical               | Bonnie & Clyde                     | Guanyador |
| 2009 | Broadway.com Audience Award      | Substitució favorita                             | South Pacific                      | Guanyador |
| 2011 | Premi Drama Desk                 | Actriu de repartiment més destacada a un musical | Anything Goes                      | Nominat   |
| 2011 | Premi Outer Critics Circle       | Actriu de repartiment més destacada a un musical | Anything Goes                      | Nominat   |
| 2011 | Premi Astaire                    | Excel·lència en dansa                            | Anything Goes                      | Nominat   |
| 2012 | Premi Tony                       | Millor Actriu Protagonista de Musical            | Bonnie & Clyde                     | Nominat   |
| 2012 | Broadway.com Audience Award      | Actriu protagonista favorita a un musical        | Bonnie & Clyde                     | Guanyador |
| 2012 | Broadway.com Audience Award      | Parella favorita en escena (amb Jeremy Jordan)   | Bonnie & Clyde                     | Nominat   |
| 2013 | Premi Tony                       | Millor Actriu Protagonista de Musical            | Rodgers & Hammerstein's Cinderella | Nominat   |
| 2013 | Premi Outer Critics Circle       | Millor Actriu Protagonista de Musical            | Rodgers & Hammerstein's Cinderella | Nominat   |
| 2013 | Premi Drama Desk                 | Millor Actriu Protagonista de Musical            | Rodgers & Hammerstein's Cinderella | Guanyador |
| 2013 | Premi Drama League               | Actuació distingida                              | Rodgers & Hammerstein's Cinderella | Nominat   |
| 2013 | Premi Astaire                    | Excel·lència en dansa                            | Rodgers & Hammerstein's Cinderella | Nominat   |
| 2013 | Broadway.com Audience Award      | Actriu protagonista favorita a un musical        | Rodgers & Hammerstein's Cinderella | Guanyador |
| 2013 | Broadway.com Audience Award      | Parella favorita en escena (amb Santino Fontana) | Rodgers & Hammerstein's Cinderella | Guanyador |
| 2014 | Premi Drama Desk                 | Actriu de repartiment més destacada              | The Threepenny Opera               | Nominat   |
| 2017 | Premi Drama Desk                 | Actriu més destacada                             | Bandstand                          | Nominat   |
| 2017 | Premi Drama League               | Distinguished Performance                        | Bandstand                          | Nominat   |
| 2017 | Broadway.com Audience Award      | Actriu protagonista favorita a un musical        | Bandstand                          | Nominat   |
| 2017 | Broadway.com Audience Award      | Actuació favorita d'una Diva                     | Bandstand                          | Nominat   |
| 2017 | Broadway.com Audience Award      | Parella favorita en escena (amb Corey Cott)      | Bandstand                          | Nominat   |